# Продукти на Епъл

## 1976 – 1983
- Първият компютър, произведен от компанията Епъл е Apple I. Създаден е през април 1976 г.
Скорост на процесора: 1 MHz
Скорост на шината: 1 MHz
RAM памет: 8 kB (максимално надграждане до 32 kb)
Шина: 8 bit

- Следващият модел е Apple []], създаден през 1977 г.
Скорост на процесора: 1 MHz
Скорост на шината: 1 MHz
ROM: 12 kB
Шина: 8 bit
Гнезда за разширение: 8
Графика: 6 цвята при 280x192, 4-bit цвят при 40x48
Моно говорител

- Apple +, 1979 г.
Скорост на процесора: 1 MHz
Скорост на шината: 1 MHz
ROM: 12 kB
RAM: 48 kB (Максимално надграждане до 64 kB)
Шина: 8 bit
Гнезда за разширение: 8
Графика: 6 цвята при 280x192, 4-bit цвят при 40x48
Моно говорител

- Apple /// и Apple ///+, 1980 г.
Скорост на процесора: 2 MHz
Скорост на шината: 2 MHz
ROM: 4 kB
Вградена RAM: 128 kB (256 kB при III plus; максимално надграждане: 256 kB)
Шина: 8 bit
Гнезда за разширение: 4 (съвместими с Apple II)
Графика:80x24 текст, 1 bit (черно-бяло) 590x192
Флопи дисково устройство: 143 kB 5,25"
Моно говорител

- Apple e, януари, 1983 г.
Скорост на процесора:1 MHz
Скорост на шината: 1 MHz
Шина: 8 bit
ROM: 16 kB
Вградена RAM: 64 kB (максимално надграждане до 128 k, през 1-во гнездо)
Гнезда за разширение: 8
Графика: 40/80x24 текст, 4-bit 40x48, 6 цвята при 140x192, 4-bit при 140x192, 1-bit при 240x192, 1-bit при 560x192
Флопи дисково устройство: възможно
Моно говорител
Кодово наименование: Diana

- Lisa, Lisa 2, Mac XL, януари, 1983 г.
Скорост на процесора: 5 MHz
Скорост на шината: 5 MHz
Шина: 16 bit
ROM: 16 kB
Гнезда за разширение: 3
Твърд диск: 5 MB (външен)
Флопи дисково устройство: две 871 kB 5,25" (едно 400 3,5" при Lisa2)
Монитор: 12", 720 x 360 (вграден) черно-бял
Аудио изход: Continuously Variable Slope Demodulator (CVSD)
Моно говорител
Вход/изход: сериен 2 RS-232
Кодово наименование: Lisa
Операционна система: LisaOS, MacWorks
Мощност: 150 W

## 1984
- Macintosh 128k
Скорост на процесора: 8 MHz
Скорост на шината: 8 MHz
ROM: 16 bit
RAM: 56 kB
Вградена RAM: 128 kB (максимално 128 kB)
VRAM: 1 bit 512x342
Монитор: (вграден) 9"
Флопи дисково устройство: 3,5", 400 kB
Моно говорител
Аудио изход: 8 bit
Мощност 60 W
Операционна система: OS 1.0 – System 3.2, Finder 5.3
Кодово наименование: Macintoch

- Aple IIc и Apple IIc+
Скорост на процесора: 1 MHz при модел IIc и 4 MHz при модел IIc+
Скорост на шината: 8 bit
Шина: 16 bit
ROM: 32 kB
Вградена RAM: 128 kB (максимално надграждане 1 MB)
Монитор; 9" с разделителна способност 40/80 текст, 40x40 4-bit, 80x40 4-bit, 140x192 6 цвята, 280x192 1-bit, 140x192 4-bit, 560x192 1-bit
Флопи дисково устройство: 140 kB 5,25" при модел IIc и 800 kB 3,5" при IIc+
Вход/Изход сериен 2
Моно говорител
Операционна система: OS 1.0 – System 3.2/Finder 5.3
Мощност: 18 W
Кодово наименование: ET, IIb, IIp, Pippin, VLC, Elf, Yoda, Teddy, Chels, Jason, Lollie

- Macintosh 512k
Скорост на процесора: 8 MHz
Скорост на шината: 8 MHz
Шина: 16 bit
ROM: 64 kB
Вградена RAM: 512 kB (максимално 512 kB)
Вграден монитор: 9" с максимална разделителна способност 1 bit 512x342
Флопи дисково устройство: 3,5" 400 kB
Вход/Изход: сериен 2
8 bit моно говорител
Мощност: 60 W
Операционна система: System 1.1, Finder 1.1g – System 4.1, Finder 5.5
Кодово наименование: Fat Mac

## 1985
- Apple IIe Enhanced и Apple IIe Platinum
Скорост на процесора: 1 MHz
Скорост на шината: 1 MHz
Шина: 8 bit
ROM: 16 kB
Вградена RAM: 64 kB (разширение до 128 k през първото гнездо)
Гнезда за разширение: 8
Разделителна способност: 40/80x24 текст, 4-bit 40x48, 6 цвята 140x192, 4-bit 140x192, 1-bit 240x192, 1-bit 560x192
Флопи дисково устройство – опция
Моно говорител
Кодово наименование: LCA

## 1986
- Macintoch Plus и Macintoch Plus ED
Скорост на процесора: 8 MHz
Скорост на шината: 8 MHz
Шина: 16 bit
ROM: 128 kB
RAM: 30 pin SIMM, минимална скорост 150 ns
Вградена RAM: няма; максимално 4 MB
RAM гнезда: 4
Монитор: Вграден, 9" с максимална разделителна способност 1 bit 512x342
Флопи дисково устройство: 3,5" 800 kB
Вход/Изход: SCSI DB-25
8-bit моно говорител
Мощност: 60 W
Операционна система: System 3.0, Finder 5,1 – 7.5.5
Кодово наименование: Mr T

- Macintosh 512ke
Скорост на процесора: 8 MHz
Скорост на шината: 8 MHz
Шина: 16 bit
ROM: 128 kB
Вградена RAM: 512 kB
Монитор: 9" вграден с максимална разделителна способност 512х342
Флопи дисково устройство: 3,5" 800 kB
Вход/Изход: сериен 2
8 bit Моно говорител
Мощност 60 W
Операционна система System 3.0, Finder 5.1 – 6.0.8

- Apple //gs
Скорост на процесора: 2.8 MHz
Интегриран копроцесор
Скорост на шината: 1 MHz
Шина: 16 bit
ROM: 128/256 kB
Вградена RAM: 256 kB (максимално надграждане до 8 MB)
Графика: максимална разделителна способност до 2 bit 640x200, 4 bit 320x200
Флопи дисково устройство: 5,25" или 3,5" 800 kB
Вход/Изход:
ADB: 1
Сериен: DB-19
SCSI (през разширение)
Видео изход: DB-25
Моно говорител
Кодово наименование: Cortland, Phoenix, Rambo, Gumby

## 1987
- Macintosh II
Скорост на процесора: 16 MHz
Копроцесор: 68881
Скорост на шината: 16 MHz
Шина: 32 bit
ROM: 256 kB
RAM: 30 pin SIMM
RAM гнезда: 8
Вградена RAM: 0 (максимално надграждане до 20 MB или 68 MB чрез FDHD)
Минимална RAM скорост: 130 ns
Кеш 1 ниво: 0,25 kB
Гнезда за разширение: 6 NuBus
Видео карта: варира
Твърд диск: 40-80 MB, вграден
Флопи дисково устройство: 1 или 2 3,25" 800 kB (възможност за надграждане до SuperDrive)
Вход/Изход:
ADB: 2
Сериен: 2
Аудио изход: 8 bit стерео
Моно говорител
Кодово наименование: Little Big Mac, Milwaukee, Ikki, Cabernet, Reno, Becks, Paris, Uzi

- Macintosh SE
Скорост на процесора: 8 MHz
Скорост на шината: 8 MHz
Шина: 16 bit
ROM: 256 kB
RAM памет: 30 pin SIMM; максимална скорост 150 ns; надграждане до 4МВ
Гнездо за разширение: 1 SE PDS
Вграден 9" мониторр с максимална разделителна способност 1 bit 512x342
Твърд диск: 40 MB
Флопи дисково устройство: 800 kB 3,25"
Вход/изход
ADB: 2
Serial: 2
SCSI: DB-25
Аудио изход: 8 bit моно
Моно говорител
Кодово наименование: Mac ±, PlusPlus, Aladdin, Freeport, Maui, Chablis

## 1988
- Macintosh IIx
Скорост на процесора: 16 MHz
Скорост на шината: 16 MHz
Шина: 32 bit
ROM: 256 kB
RAM: 30 pin SIMM; минимална скорост 120 ns; максимално надграждане 128 MB
RAM гнезда: 8
Гнезда за разширение: 6 NuBus
Графика: варира
твърд диск: 40-80 MB
Флопи дисково устройство: 1.4 MB SuperDrive
Вход/Изход
ADB: 2
Сериен: 2
SCSI: DB-25
Аудио изход: 8 bit mini стерео
Моно говорител
Кодово наименование: Spock, Stratos

## 1989
- Macintosh SE/30
Скорост на процесора: 16 MHz
Скорост на шината: 16 MHz
Шина: 32 bit
ROM: 256 kB
RAM памет: 30 pin SIMM; минимална скорост: 120 ns; максимално надграждане 32 MB
RAM гнезда: 8
Гнезда за разширение:1 SE/30 PDS
Монитор: 9" с максимална разделителна способност 1 bit 512x342
Твърд диск: 40-80 MB
Флопи дисково устройство: 1,4 MB SuperDrive
Вход/Изход
ADB: 2
Сериен: 2
SCSI: DB-25
Аудио: stereo 8 bit mini
Моно говорител
Кодово наименование: Green Jade

- Macintosh IIcx
Скорост на процесора: 16 MHz
Скорост на шината: 16 MHz
Шина: 32 bit
ROM: 256 kB
RAM памет: 30 pin SIMM; минимална скорост: 120 ns; максимално надграждане 128 MB
RAM гнезда: 8
Гнезда за разширение: 3 NuBus
Видео карта – варира
Твърд диск: 40-80 MB
Флопи дисково устройство: 1,4 MB SuperDrive(s)
Вход/Изход
ADB: 2
Сериен: 2
SCSI: DB-25
Аудио изход: 8 bit мини стерео
Моно говорител
Кодово наименование: Aurora, Cobra, Atlantic

- Macintosh SE FDHD
Скорост на процесора: 8 MHz
Скорост на шината: 8 MHz
Шина: 16 bit
ROM: 256 kB
RAM памет: 30 pin SIMM минимална скорост: 150 ns, максимална RAM памет: 4 MB
Вградена RAM: 0 MB
RAM гнезда: 4
Гнезда за разширения: 1 SE PDS
Графика:
Вграден 9" монитор с максимална разделителна способност: 1 bit 512x342
Твърд диск: 40 MB
Флопи дисково устройсвто: 1 3,25" 1,4 MB SuperDrive
Вход/Изход
ADB: 2
Сериен: 2
SCSI: DB-25
Аудио изход: mono 8 bit mini
Моно говорител
Кодово название: Mac ±, PlusPlus, Aladdin, Freeport, Maui, Chablis

- Macintosh IIci
Скорост на процесора: 25 MHz
Скорост на шината: 25 MHz
Шина: 32 bit
ROM: 512 kB
RAM памет: 30 pin SIMM; минимална RAM скорост: 80 ns, максимална RAM памет: 128 MB
Вградена RAM памет: 0 MB
RAM гнезда: 8

Гнезда за разширение: 3 NuBus
Графика
VRAM: 1 MB DRAM
Максимална разделителна способност: 8 bit, 640x480
Твърд диск: 40-80 MB
Флопи дисково устройство: 1,4 MB SuperDrive
Вход/Изход
ADB: 2
Сериен: 2
SCSI: DB-25
Видео изход: DB-15
Аудио изход: stereo 8 bit mini
Моно говорител
Кодово название: Aurora II, Cobra II, Pacific, Stingray

- Macintosh Portable
Процесор: Motorola MC68000
Скорост на процесора: 16 MHz
Скорост на шината: 16 MHz
Шина: 16 bit
ROM: 256 kB
Вградена RAM памет: 1 MB; максимално надграждане до 8 MB
Минимална скорост на RAM паметта: 100 ns
RAM гнезда: 1

- Твърд диск: 40 MB
Флопи дисково устройство: 1 или 2 1,4 MB SuperDrive
Монитор: 1-bit активна матрица с максимална разделителна способност 640x400
Вход/Изход
ADB: 1
Сериен: 2
SCSI: DB-25
Аудио изход: 8 bit мини стерео
Моно говорител
Операционна система: 6,0.4 – 7.5.5
Други данни:
Мощност: 5 вата
Габарити: височина – 10,2 см.; ширина – 38,7 см.; дълбочина – 37,6 см.
Тегло: 7,1 кг.
Кодово наименование: Laguna, Riveria, Malibu, Esprit, Guiness, Aruba, Love Shack, Mulligan

## 1990
- Macintosh IIfx
Процесор: Motorola MC68030
Скорост на процесора: 40 MHz
Шина: 32 bit
Скорост на шината: 40 MHz
ROM: 512 kB
RAM памет: 64 pin SIMM с минимална скорост 80 ns; максимално надграждане: 128 MB
RAM гнезда: 8

Гнезда за разширение: 6 NuBus, 1 PDS
Твърд диск: 40-160 MB
Флопи дисково устройство: 1 или 2 1,4 MB SuperDrive
Моно говорител
Вход/Изход
ADB: 2
сериен: 2
SCSI: DB-25
Аудио изход: 8 bit мини стерео
Операционна система: 6.0.5 – 7.6.1
Други данни:
Мощност: 230 вата
Габарити: височина – 14 см.; ширина – 47,5 см.; дълбочина – 36,6 см.
Тегло: 10,8 кг.
Кодово наименование: Stealth, BlackBird, F-16, F-19, Four Square, IIxi, Zone 5, Weed-Whacker

- Macintosh Classic

- Macintosh IIsi

- Macintosh LC

## 1991
- Macintosh Classic II

- Macintosh Quadra 700

- Macintosh Quadra 900

- PowerBook 100

- PowerBook 140

- PowerBook 170

## 1992
- Macintosh LC II

- Macintosh Quadra 950

- PowerBook 145

- Macintosh IIvi

- Macintosh IIvx

- PowerBook 160

- PowerBook 180

- PowerBook Duo 210

- PowerBook Duo 230

- PowerBook Duo 270c

- PowerBook DuoDock

## 1993
- Macintosh Centris 610

- Macintosh Centris 650

- Macintosh Color Classic

- Macintosh LC III

- Macintosh Quadra 800

- PowerBook 165c

- Workgroup Server 80

- Workgroup Server 95

- Macintosh LC 520

- PowerBook 180c

- Macintosh Quadra 660av

- Macintosh Quadra 840av

- PowerBook 145B

- Workgroup Server 60

- Newton Message Pad (OMP)

- PowerBook 165

- Macintosh Centris 660av

- Macintosh Color Classic II

- Macintosh LC 475

- Macintosh LC III+

- Macintosh Quadra 605

- Macintosh Quadra 610

- Macintosh Quadra 650

- Macintosh TV

- PowerBook Duo 250

## 1994
- Macintosh LC 550

- Macintosh LC 575

- Newton Message Pad 100

- Newton Message Pad 110

- Power Macintosh 6100

- Power Macintosh 7100

- Power Macintosh 8100

- PowerBook Duo 280

- PowerBook Duo 280c

- PowerBook DuoDock Plus/II

- Workgroup Server 6150

- Workgroup Server 8150

- Workgroup Server 9150

- PowerBook 520

- PowerBook 520c

- PowerBook 540

- PowerBook 540c

- Macintosh LC 630

- Macintosh Quadra 630

- PowerBook 150

- Newton Message Pad 120

## 1995
- Macintosh LC 580

- Power Macintosh 5200 LC

- Power Macintosh 6200

- Power Macintosh 7200

- Power Macintosh 7500

- Power Macintosh 8500

- Power Macintosh 9500

- PowerBook 550c

- Power Macintosh 5300 LC

- PowerBook 190

- PowerBook 190cs

- PowerBook 5300

- PowerBook 5300c

- PowerBook 5300ce

- PowerBook 5300cs

- PowerBook Duo 2300c

## 1996
- Network Server 500/700

- Workgroup Server 7250

- Workgroup Server 8550

- Newton Message Pad 130

- Power Macintosh 5260 LC

- Power Macintosh 5400 LC

- Power Macintosh 7600

- Power Macintosh 8200

- Power Macintosh 6400

- PowerBook 1400c/cs

- Power Macintosh 4400

- Power Macintosh 7220

- Power Macintosh 6300/120

## 1997
- Power Macintosh 5500

- Power Macintosh 6500

- Power Macintosh 7300

- Power Macintosh 8600

- Power Macintosh 9600

- PowerBook 3400

- eMate 300

- Newton Message Pad 2000

- Workgroup Server 7350

- Workgroup Server 9650

- 20th Anniversary Macintosh

- PowerBook 2400

- Newton Message Pad 2100

- Power Macintosh G3

- PowerBook G3

## 1998
- Macintosh Server G3

- Power Macintosh G3 All-in-one

- Серия PowerBook G3

- iMac

- Серия PowerBook G3 (2 издание)

## 1999
- iMac (модификация C)

- Power Macintosh G3 (син и бял)

- iMac (модификация D)

- PowerBook G3

- iBook

- Power Macintosh G4 (AGP видео)

- Power Macintosh G4 (PCI видео)

- iMac

- iMac DV/SE

## 2000
- iBook SE
- PowerBook G3 (FireWire)
- iMac
- iMac DV
- iMac DV SE
- iMac DV+
- Power Macintosh G4 (Gigabit Ethernet)
- Power Macintosh G4 Cube
- iBook/iBook SE (FireWire)

## 2001
- Power Macintosh G4 (Дигитално Аудио)
- PowerBook G4
- Mac OS X 10.0 Cheetah
- iMac
- iMac SE
- iBook (Dual USB)
- Power Macintosh G4 (Quicksilver)
- iBook
- iPod
- Mac OS X 10.1 Puma
- PowerBook G4 (Gigabit Ethernet)

## 2002
- iBook (14,1")
- iMac (Flat Panel; 17")
- Power Macintosh G4 (Quicksilver 2002; Mirrored Drive Doors)
- eMac
- PowerBook G4 (DVI)
- Mac OS X 10.2 Jaguar
- Xserve
- PowerBook G4 (1 GHz/867 MHz)

## 2003
- Power Macintosh G4 (FireWire 800)
- PowerBook G4 (12,1" DVI; 15" FireWire 800; 17" 1,33 GHz)
- iMac
- iMac (USB 2,0)
- Xserve (Cluster Node; Slot Load)
- Xserve RAID
- iBook
- iBook G4
- iPod (Dock Connector)
- eMac (ATI графика)
- Mac OS X 10.3 Panther
- ILife набор от мултимедийни програми за домашно ползване
- Power Macintosh G5

## 2004
- iPod mini
- Xserve G5
- eMac (USB 2.0)
- iBook G4
- PowerBook G4 Family
- Power Macintosh G5
- iPod (Click Wheel; специално издание U2)
- iMac G5
- iPod photo

## 2005
- iPod shuffle
- Mac mini
- PowerBook G4 (1,5 – 1,67 GHz)
- iPod mini (втора генерация)
- Power Macintosh G5 (модел от началото на 2005)
- Mac OS X 10.4 Tiger
- eMac (модел от 2005)
- iMac G5
- iPod (цветен, модел: U2 SE)
- iPod (цветен)
- iBook G4 (модел от средата на 2005)
- iPod nano
- iMac G5
- iPod (с видео)
- Power Macintosh G5 (модел от края на 2005)
- PowerBook G4

## 2007
- iPhone
- Mac OS X 10.5 Leopard

## 2008
- iPod Touch
- iPod Nano 4g – nine amazing colors
- iPod Classic (120gb hard disk)- white or black
- iPod Schuffle – new vibrant colors
- iPhone 3G
- Unibody Macbook
- Unibody Macbook Pro
- Macbook Air (120gb hard disk)

## 2009
- iPhone 3GS
- Mac OS X 10.6 Snow Leopard

## 2010
- iPad
- iPhone 4
- iOS 4

## 2011
- iPhone 4S
- Mac OS X 10.7 Lion

## 2012
- iPad (3-то поколение)
- Apple TV (3-то поколение)
- iOS 5